# Johnossi
Johnossi er en rockduo fra Sverige bestående af John Engelbert (guitar og sang) og Ossi Bonde (trommer og sang).

## Diskografi
- All They Ever Wanted (2008)